# Jean-Baptiste de Mirabaud
Jean-Baptiste de Mirabaud (Parigi, 1675 – Parigi, 24 giugno 1760) è stato uno scrittore e traduttore francese.
Tradusse l'Orlando Furioso di Ludovico Ariosto e la Gerusalemme liberata di Torquato Tasso.
Scrisse anche opere filosofiche e storiche.
Dopo la sua morte il suo nome, senza la particella "de", fu usato come pseudonimo dal barone d'Holbach, per aggirare la censura.